# EA Sports
EA Sports（又作EA SPORTS）是美商藝電旗下製造研發體育电子游戏的品牌。前身是美商藝電的一個行銷噱頭，他們將嘗試仿造現實生活體育網絡自稱為「EA Sports Network」（EASN），並有著像是約翰·麥登等的體育實況解說員的贊同，很快地便成為了他們旗下的一個子品牌，並發行許多的系列遊戲，像是勁爆美國職籃、國際足盟大賽系列、火爆冰上曲棍球、勁爆美式足球還有雲斯頓賽車。FIFA系列銷售最好的EA Sports系列遊戲，有超過1億份的銷售量。
在這個品牌下的多數遊戲是由美商藝電位於加拿大不列顛哥倫比亞本那比的工作室EA Canada研發，而EA Sports最主要的競爭對手是Take-Two Interactive旗下的2K Sports。
EA Sports的標語是「It's in the game」（盡在遊戲中）。這是由唐·特蘭塞斯（Don Transeth）策畫，傑夫·奧迪恩（Jeff Odiorne）和麥可·王爾德（Michael Wilde）書寫，安德魯·安東尼（Andrew Anthony）配音，這也已經成為這個體育世界的口號。
EA Sports不像一些公司與任一個平台有特殊关系
，但有時經過一段時間後大多數的公司都會拋棄這些遊戲，所以EA Sports的遊戲只會發行到所有最暢銷的遊戲平台上。例如《國際足盟大賽98：世界盃之路》、《勁爆美式足球98》、 《勁爆美國職籃98》、和《火爆冰上曲棍球98》在整個1997年皆發行於Sega Genesis和超級任天堂平台上；《勁爆美式足球2005》和《國際足盟大賽2005》則在2004年發布於PlayStation（《國際足盟大賽2005》也是最後一代發行於PlayStation的系列）；另外《美國大學足球08》在2007年發行於Xbox平台。《勁爆美式足球08》也在2007年發行於Xbox還有任天堂GameCube，也是發行於任天堂GameCube上的最後一代，而《勁爆美式足球09》則是Xbox上的最後一代。此外，《雷霆雲斯頓賽車2003》和《雷霆雲斯頓賽車2004》則同時發行於PlayStation和PlayStation 2平台上。EA Sports這個品牌名稱也曾在2009－2010年賽季贊助英格蘭足球乙級聯賽球隊史雲頓足球會，还有愛爾蘭共和國的愛爾蘭足協聯賽盃。

## 系列遊戲
大多數的EA Sports遊戲是按年份推出。不過，因為EA Sports作為官方授權的主要買家，所以短期內很常看到相同的運動的一些遊戲以不同的授權發布：國際足盟大賽98在國際足盟大賽98：世界盃之路不久後推出（因為EA Sports同時擁有世界盃足球賽和歐洲足球錦標賽的官方授權，每四年會發生一次），還有美國大學的足球與籃球分別是基於勁爆美式足球和勁爆美國職籃所發行。
| 系列                     | 活躍年份     | 運動         |
| ------------------------ | ------------ | ------------ |
| 《勁爆美式足球》         | 1988年至今   | 美式足球     |
| 《PGA巡迴賽》            | 1990年至今   | 高爾夫       |
| 《火爆冰上曲棍球》       | 1991年至今   | 冰球         |
| 《國際足盟大賽系列》     | 1993年至今   | 足球         |
| 《勁爆美國職籃》         | 1995年至今   | 籃球         |
| 《NCAA Football》        | 1993－2014年 | 美式足球     |
| 《橄欖球08》             | 1995－2008年 | 橄欖球       |
| 《FIFA足球經理》         | 1996－2013年 | 足球         |
| 《板球 (系列)》          | 1996－2007年 | 板球         |
| 《MVP棒球系列》          | 1997－2007年 | 棒球         |
| 《雲斯頓賽車》           | 1997－2010年 | 賽車         |
| 《美國大學籃球系列》     | 1998－2010年 | 籃球         |
| 《勁爆實況拳擊》         | 1998－2011年 | 拳擊         |
| 《澳式足球聯盟》         | 1998－1999年 | 澳式足球     |
| 《極速雪板王》           | 2000－2012年 | 極限運動     |
| 《美國室內足球聯盟》     | 2006－2007年 | 室內美式足球 |
| 《網球大滿貫》           | 2009－2012年 | 網球         |
| 《EA Sports 活力健身房》 | 2009－2010年 | 體能鍛煉     |
| 《EA Sports UFC》        | 2014年       | 綜合格鬥     |

## 遊戲

### 2012年之後

#### 2012年
- 《國際足盟大賽 13》
- 《FIFA足球經理13（英语：FIFA Manager 13）》
- 《街頭足球（英语：FIFA Street (2012 video game)）》
- 《網球大滿貫2（英语：Grand Slam Tennis 2）》
- 《勁爆美式足球13（英语：Madden NFL 13）》
- 《美國大學足球13（英语：NCAA Football 13）》
- 《NFL美式足球（英语：NFL Blitz (2012 video game)）》
- 《火爆冰上曲棍球13（英语：NHL 13）》
- 《極速雪板王（英语：SSX (2012 video game)）》
- 《老虎伍茲 13：高球名人賽（英语：Tiger Woods PGA Tour 13）》
- 《國際足盟大賽 12：歐洲國家盃 2012（英语：UEFA Euro 2012 (video game)）》

#### 2013年
- 《老虎伍茲 14：高球名人賽（英语：Tiger Woods PGA Tour 14）》
- 《美國大學足球14（英语：NCAA Football 14）》
- 《勁爆美式足球25（英语：Madden NFL 25）》
- 《國際足盟大賽 14》
- 《FIFA足球經理14（英语：FIFA Manager 14）》
- 《火爆冰上曲棍球14（英语：NHL 14）》
- 《勁爆美國職籃14（英语：NBA Live 14）》

#### 2014年
- 《FIFA 世界盃足球賽 2014》
- 《勁爆美式足球15（英语：Madden NFL 15）》
- 《火爆冰上曲棍球15（英语：NHL 15）》

#### 2015年
- 《EA Sports UFC（英语：EA Sports UFC）》
- 《國際足盟大賽 15》

## 外部連結
- EA Sports official website（页面存档备份，存于）
- 莫比游戏上的《EA Sports遊戲》（英文）